# SpaceX Crew-10
SpaceX Crew-10 – dziesiąty lot operacyjny SpaceX w ramach programu Commercial Crew Program, a także szesnasty załogowy lot orbitalny statku Crew Dragon. Misja dostarczyła na pokład Międzynarodowej Stacji Kosmicznej czterech członków załogi Ekspedycji 72/73. Start misji nastąpił 14 marca 2025 roku o godzinie 23:03 UTC z kompleksu startowego LC-39A w Centrum Kosmicznym Johna F. Kennedy’ego.

## Załoga
| Pozycja           | Astronauta                                                             |
| ----------------- | ---------------------------------------------------------------------- |
| Dowódca           | Anne McClain, NASA - Ekspedycja 72 / 73 - Drugi lot kosmiczny          |
| Pilot             | Nichole Ayers, NASA - Ekspedycja 72 / 73 - Pierwszy lot kosmiczny      |
| Specjalista misji | Takuya Ōnishi, JAXA - Ekspedycja 72 / 73 - Drugi lot kosmiczny         |
| Specjalista misji | Kirył Pieskow, Roskosmos - Ekspedycja 72 / 73 - Pierwszy lot kosmiczny |

| Pozycja           | Astronauta               |
| ----------------- | ------------------------ |
| Specjalista misji | Oleg Płatonow, Roskosmos |

## Przebieg misji
Dziesiąta operacyjna misja SpaceX w ramach Commercial Crew Program pierwotnie planowana była na luty 2025 roku. Miał to być pierwszy lot statku Crew Dragon Grace, który jest piątym i potencjalnie ostatnim egzemplarzem statku Crew Dragon. Ostatecznie start został przełożony o miesiąc, na koniec marca 2025 roku, by umożliwić SpaceX i NASA zakończenie testów nowego statku. NASA uznała, że statek Crew Dragon Grace nie będzie gotowy do pierwszego lotu wcześniej niż pod koniec kwietnia, więc misję przypisano do statku Crew Dragon Endurance, co pozwoliło przesunąć datę startu na początek marca.
Próba startu, która została przeprowadzona 12 marca 2025 roku, została przerwana około 44 minut przed planowanym startem z powodu podejrzenia, że w układzie hydraulicznym jednego z zacisków elementu mocującego wieży startowej została uwięziona kieszeń powietrza. Podczas drugiej próby startu, przeprowadzonej 14 marca 2025 roku o godzinie 23:03 UTC pomyślnie wystartowano z kompleksu LC‑39A w Centrum Kosmicznym Johna F. Kennedy’ego.
Zakończenie misji planowane jest na drugą połowę 2025 roku poprzez wodowanie w Oceanie Spokojnym, które będzie pierwszym takim wodowaniem w historii załogowych misji statku Crew Dragon.